# Alan Hovhaness
Alan Hovhaness, född 8 mars 1911 i Somerville, Massachusetts, död 21 juni 2000 i Seattle, Washington, var en amerikansk-armenisk kompositör med en mycket diger verklista. Hans musik har en kontemplativ stil, delvis inspirerad av diverse asiatiska konst- och livsåskådningsriktningar, om än tydligt förankrad i en västerländsk konstmusiktradition.